# Raión de Tovuz
Tovuz (en azerí: Tovuz) es uno de los cincuenta y nueve rayones en los que subdivide políticamente la República de Azerbaiyán. La capital es la ciudad de Tovuz.

## Territorio y Población
Comprende una superficie de 1942 kilómetros cuadrados, con una población compuesta por unas 152 000 personas y una densidad poblacional de 78,26 habitantes por kilómetro cuadrado.

## Economía
La actividad predominante es la agricultura. Se destaca la producción de vinos, hortalizas, frutas y cereales.

## Transporte
La autopista y la línea ferroviaria de la República de Georgia atraviesan el raión.